# 眼蚕
眼蚕（学名：Alciopina parasitica）为葉鬚蟲科眼蚕属的动物。分布于地中海、印度洋、大西洋、太平洋，包括东海黑潮区、台湾海峡、南海等海域，属于热带和亚热带上层海区暖水种。